# Slackware
Slackware Linux ([ˈslækweə(ɹ)]; в просторечии — «слака», «слакварь») — один из первых дистрибутивов Linux.
Его иногда называют «самым UNIX’овым». Поклонникам этого дистрибутива приписывают высказывание: «Если вы учите Red Hat, то вы узнаете Red Hat, если вы учите Slackware — вы узнаете Linux».
За небольшими исключениями, Slackware состоит из свободных программных пакетов, распространяемых с исходным кодом.

## Название
Название Slackware происходит от слова Slack (см. Церковь недомудреца), что означает ленивый, нерадивый, расхлябанный, расслабленный, вялый, а также лодырничать.

## История

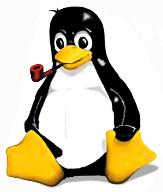
Символ Slackware — Tux с курительной трубкой

Первая версия этого дистрибутива была выпущена Патриком Фолькердингом — также известным как Mr. Slackware и The Man — 17 июля 1993. Эта версия базировалась на дистрибутиве SLS и представляла собой копию 3,5" дискеты, которую можно было скачать по FTP.
В 1999 году серия релизов Slackware перескочила с 4 до 7 релиза. Патрик Фолькердинг назвал это маркетинговым ходом, направленным на то, чтобы показать, что Slackware так же прогрессивен, как и другие дистрибутивы, многие из которых на то время имели релизы с номерами от 6 и выше.
Наиболее свежая стабильная версия Slackware — 15.0.
Существует также версия Slackware, которая называется current («текущая»); эта версия содержит более свежие версии ПО, однако может быть нестабильна..
Новая ветка примечательна обновлением графической библиотеки Qt до версии 5 и задействованием ядра Linux 5.15 .
За редким исключением, остальные пакеты перенесены из Current-ветки и пересобраны с новым Glibc. Например, отложена пересборка firefox, thunderbird и seamonkey, так как для них требуется применение дополнительных патчей для совместимости с задействованным в дистрибутиве новым компилятором Rust.

## Slackware Live — Сборка живого Slackware, доступного для работы сразу после загрузки
Сборка Slackware64 Linux (64-bit Live), в которой есть KDE5 по умолчанию, доступна для загрузки по адресу (прямая ссылка на ISO 4.2 Gb) :
http://bear.alienbase.nl/mirrors/slackware-live/latest/slackware64-live-plasma5-current.iso и позволяет запустить сборку прямо в оперативной памяти, не устанавливая на жёсткий диск. Так же доступна опция «toram», добавить которую можно нажав «ТАБ» на экране запуска сборки, позволяющая извлечь носитель из компьютера. В Slackware доступны несколько скинов audacious, K3b, VLC Media Player, Office, KEdu, KTurtle, MC, и все сопутствующие медиа-программы. По умолчанию поддерживаются все известные стабильные версии файловых систем.
В связи с изменениями (KDE) связанными с прекращением поддержки 32-битной архитектуры х86, Slackware Live 32-бит доступен только в Xfce.

## История версий
| Версии             | Версии       | Версии     | Версии                             |
| Версия             | День релиза  | Год релиза | Версия ядра                        |
| ------------------ | ------------ | ---------- | ---------------------------------- |
| 1.00               | 17 июля      | 1993       | 0.99.11 Alpha                      |
| 1.1                | 5 ноября     | 1993       | 0.99.13                            |
| 2.0                | 2 июля       | 1994       | 1.0.9                              |
| 2.1                | 31 октября   | 1994       | 1.1.59                             |
| 2.2                | 30 марта     | 1995       | 1.2.1                              |
| 2.3                | 24 мая       | 1995       | 1.2.8                              |
| 3.0                | 30 ноября    | 1995       | 1.2.13                             |
| 3.1 (Slackware 96) | 3 июня       | 1996       | 2.0.0                              |
| 3.2                | 17 февраля   | 1997       | 2.0.29                             |
| 3.3                | 11 июня      | 1997       | 2.0.30                             |
| 3.4                | 14 октября   | 1997       | 2.0.30                             |
| 3.5                | 9 июня       | 1998       | 2.0.34                             |
| 3.6                | 28 октября   | 1998       | 2.0.35                             |
| 3.9                | 10 мая       | 1999       | 2.0.37pre10                        |
| 4.0                | 17 мая       | 1999       | 2.2.6                              |
| 7.0                | 25 октября   | 1999       | 2.2.13                             |
| 7.1                | 22 июня      | 2000       | 2.2.16                             |
| 8.0                | 1 июля       | 2001       | 2.2.19                             |
| 8.1                | 18 июня      | 2002       | 2.4.18                             |
| 9.0                | 19 марта     | 2003       | 2.4.20 (пропатчено до 2.4.21)      |
| 9.1                | 26 сентября  | 2003       | 2.4.22 (пропатчено до 2.4.26)      |
| 10.0               | 23 июня      | 2004       | 2.4.26                             |
| 10.1               | 6 февраля    | 2005       | 2.4.29                             |
| 10.2               | 14 сентября  | 2005       | 2.4.31                             |
| 11.0               | 2 октября    | 2006       | 2.4.33.3                           |
| 12.0               | 1 июля       | 2007       | 2.6.21.5                           |
| 12.1               | 2 мая        | 2008       | 2.6.24.5                           |
| 12.2               | 10 декабря   | 2008       | 2.6.27.7 (пропатчено до 2.6.27.31) |
| 13.0               | 27 августа   | 2009       | 2.6.29.6                           |
| 13.1               | 24 мая       | 2010       | 2.6.33.4                           |
| 13.37              | 28 апреля    | 2011       | 2.6.37.6                           |
| 14.0               | 28 сентября  | 2012       | 3.2.29 (пропатчено до 3 3.2.98)    |
| 14.1               | 7 ноября     | 2013       | 3.10.17 (пропатчено до 3.10.107)   |
| 14.2               | 30 июня      | 2016       | 4.4.14 (пропатчено до 4.4.190)     |
| 15.0               | 2 февраля    | 2022       | 5.15.19                            |
| current            | в разработке |            | 5.4.57                             |

## Принципы построения Slackware
Целями, положенными в основу построения этого дистрибутива, являются простота устройства и стабильность.

### Не усложняй!
Принцип KISS (Keep it simple stupid, keep it short and simple — «оставь до тупости простым» или, по другой версии «делай короче и проще») — это относится к простоте построения системы, а не к простоте использования.

### Стартовые скрипты
Slackware использует стартовые скрипты стиля BSD, в то время как большинство других дистрибутивов использует стиль System V. Основное различие между двумя типами скриптов состоит в том, что System V выделяет один каталог для скриптов управления сервисами, и несколько (для каждого уровня выполнения) отдельных каталогов, содержащих ссылки на эти скрипты. Имена скриптов обычно соответствуют именам сервисов. Имена ссылок из каталогов, соответствующих уровням выполнения, содержат (помимо имени сервиса), также и букву, обозначающую необходимое для выполнения действие — запуск или остановку. BSD тип скриптов предусматривает только один скрипт — общий для всех уровней выполнения; внутри этого скрипта запускаются все необходимые для конкретного уровня сервисы.
В современной реализации Slackware Linux стартовые скрипты для каждого уровня выполнения размещаются в отдельных файлах. Например, уровню выполнения 4 соответствует стартовый скрипт rc.4, а уровню выполнения 0 — rc.0. Кроме того, появилось большое количество скриптов, предназначенных для запуска конкретных сервисов. Например, для запуска почтового сервера Sendmail используется стартовый скрипт rc.sendmail, DNS сервера BIND — rc.bind и т. д.

### Управление пакетами
Система управления пакетами в Slackware позволяет пользователю устанавливать, обновлять или удалять пакеты так же легко, как и аналогичные системы других дистрибутивов, но, в отличие от последних, по умолчанию не отслеживает зависимости между пакетами, хотя такая возможность разработчикам пакетов предоставлена.
Файлы пакетов представляют собой архивы, сделанные с помощью программы tar и сжатые затем с помощью программы gzip или lzma. Обычное расширение для файлов пакетов — .tgz или .txz (для версий 13.0 и выше).
Для простого и быстрого обновления Вашего Slackware:
- Рекомендуется отключить обновление компонентов ядра и самого ядра:
- Поправьте в консоли с помощью  # nano /etc/slackpkg/blacklist  выключив нужное (поставив перед именем группы пакета '#').
- Поправьте в консоли с помощью  # nano /etc/slackpkg/mirrors  включив нужное Вам зеркало пакетов (например mirror.yandex.ru).
- slackpkg update
- slackpkg update gpg
- slackpkg install-new
- slackpkg upgrade-all
- lilo

Программы управления пакетами Slackware находятся в пакете pkgtools используются для индивидуальной установки пакетов.
Существует также несколько «надстроек», позволяющих автоматизировать процесс обновления системы и зависимости пакетов, таких как:
- slapt-get
- swaret
- slackpkg
- sbopkg

Tukaani pkgtools — более быстрая расширенная версия Slackware pkgtools, заменяет стандартные.
Поддерживает установку из сети, сжатие пакетов с помощью lzma и bzip2, и др.
Эти пакеты не входят в стандартный набор, но доступны в /extra.
С выходом Slackware 12.2 пакет slackpkg вошёл в дерево /main.
Плюс ко всему на Slackware портированы CRUX ports, emerge и pkgsrc.
Для pkgtools также существует графический интерфейс на Qt — SlackIns, для slapt-get — gslapt.

## Поддерживаемые архитектуры

### x86
До середины 2002 года дистрибутив поддерживал работу со всеми процессорами семейства x86 от i386 и выше. Версия 9.0 была последней, способной работать с i386 процессорами. Последующие версии дистрибутива требуют наличия хотя бы процессора i486 из-за особенностей компилятора C++ в GCC. Некоторые пакеты (например, ядро с поддержкой SMP) компилируются с использованием инструкций процессоров типа i686. Начиная с версии 14.2 собранные для выпуска 32-разрядные пакеты имеют суффикс -i586-.

### S/390
В конце октября 2004 года, Патрик Фолькердинг объявил о начале официальной поддержки архитектуры IBM S/390. Рабочее название дистрибутива для этой архитектуры — Slack/390. Очередная версия (10.0) была выпущена 14 февраля 2005 года.

### Slackware64
19 мая 2009 года Патрик Фолькердинг и команда разработчиков Slackware объявили о том, что current-версия Slackware64 выходит в публичный доступ. Slackware 13.0 стал первым релизом, поддерживающим x86-64.
Страница обновлений для Slackware64 http://www.slackware.com/changelog/current.php?cpu=x86_64 , стабильная версия 15.0 имеет дату выхода дистрибутива 3 февраля 2022 г. 21:24 и доступна здесь: https://mirrors.slackware.com/slackware/slackware-iso/slackware64-15.0-iso/ .

### Slackware for ARM
С 19 июля 2009 года поддерживается архитектура ARM (armv4, little endian).

## Основанные на Slackware дистрибутивы
| Дистрибутив           | Назначение | Среда рабочего стола, менеджер окон |
| --------------------- | ---------- | ----------------------------------- |
| AUSTRUMI              | Rescue     | FVWM                                |
| BackTrack (2006-2009) | Security   | Xfce                                |
| Linvo                 | Desktop    | GNOME                               |
| Porteus               | Desktop    | KDE, LXDE, Xfce                     |
| RIPLinuX              | Rescue     | CLI                                 |
| Salix OS              | Desktop    | Xfce и др.                          |
| Slackel               | Desktop    | KDE                                 |
| Vector Linux          | Desktop    | Xfce                                |
| Wifislax              | Security   | KDE                                 |
| Zenwalk               | Desktop    | Xfce                                |
| Absolute              | Desktop    | IceWM                               |
| MOPSLinux             | Universal  | KDE                                 |
| Slax (до 2017 г.)     | Desktop    | KDE                                 |

## Репозитории
| slackware.com |
| slackware.uk  |
| Slackbuilds   |
| Slacky.eu     |
| slackonly     |
| alienbob      |
| multilib      |